# 線路使用料
線路使用料（せんろしようりょう）は、鉄道路線において、運送する事業者が線路を保有する事業者に対して支払う使用料である。他社車両を使用して自社列車として運送する直通運転（乗り入れ）における車両使用料とは本質的に異なる。

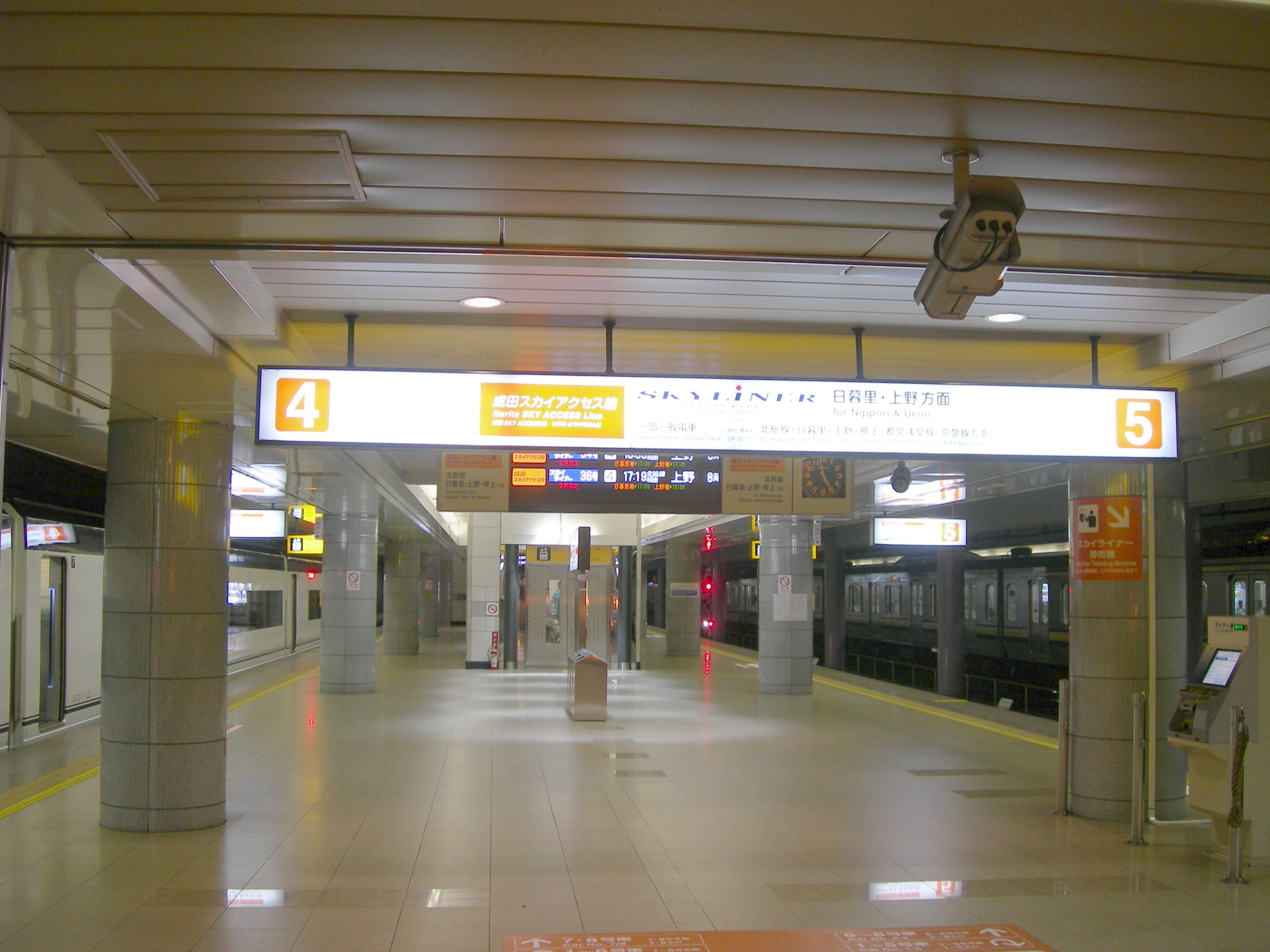
2010年に開業した京成成田スカイアクセス線は全線に亘って他社の線路を借り受けており線路使用料を支払っている

## 概要
道路交通や航空交通、海上・水上交通では、輸送に必要なインフラストラクチャーである道路・交通ターミナルや空港・港湾を保有している主体と、それを利用して運送する主体が異なることが多い。一例として、航空会社は航空機を飛行させて旅客や貨物を運送するが空港は保有しない。逆に空港を保有する主体は航空運送をしないことが当たり前である。
一方鉄道においては、長らく列車を走らせる事業者が自ら線路を保有し整備することが普通であった。インフラストラクチャーへの設備投資は固定費用となり経営上の圧迫となることもあり、線路の保有・整備を行う主体と列車の運行を行う主体を分離する動きがでてきた。これが上下分離方式である。
上下分離方式になると、列車を運行する主体は線路を保有する主体に対して、その利用の程度に応じて線路使用料を支払う。これにより列車を運行する主体はインフラストラクチャーにかかる経費を変動費とすることができ、事業の採算性を向上させる可能性がでてくる。一方オープンアクセス方式とも関連があり、特にヨーロッパではそれまで鉄道事業にかかわっていなかった事業者が線路使用料を支払うことで自由に参入することが可能とされている。

## 日本
日本において鉄道事業者は第一種から第三種に分けられており、このうち第二種は第一種または第三種の鉄道事業者から線路を借りて営業する形態となっている。このため第二種で鉄道事業を営業している事業者は、第一種、第三種の事業者に対して線路使用料を支払っている。ただし、独立行政法人鉄道建設・運輸施設整備支援機構が保有している鉄道線路については、鉄道事業法59条の規定により第三種とはならず、列車を運行している鉄道事業者が第一種を営んでいるものとみなされる。

### 日本における線路使用の関係
| 線路の保有 | 旅客等の運送                       | 線路使用料の支払 | 備考                                        |
| A社        | A社                                | （発生しない）   | A社は第一種                                 |
| A社        | B社                                | B社からA社       | B社は第二種（京成成田スカイアクセス線など） |
| C社        | C社（旅客）、D社（貨物）           | D社からC社       | D社は第二種（JR貨物の大半の路線など）       |
| E社        | F社、G社                           | F社、G社からE社  | E社は第三種（神戸高速鉄道など）             |
| H社        | H社（I社所属の特急列車が乗り入れ） | （発生しない）   | 逆にH社からI社へ車両使用料が発生する        |

### JR貨物の線路使用料

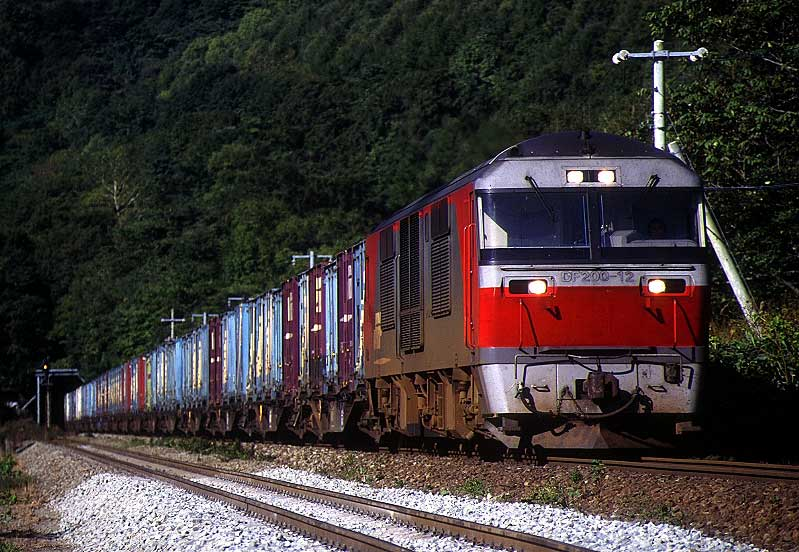
大半が他社保有線路のJR貨物（JR北海道保有区間を走るJR貨物の貨物列車）

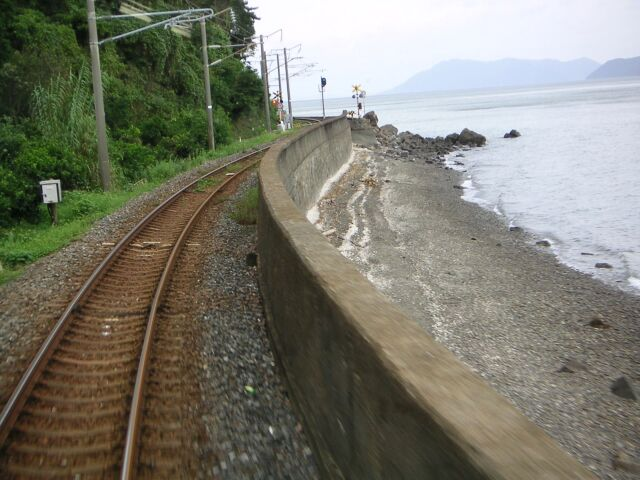
JR貨物に貸すだけで自社では使わない架線（肥薩おれんじ鉄道）

日本貨物鉄道（JR貨物）は、JR旅客鉄道各社（JR東日本・JR西日本等）や並行在来線事業者（IGRいわて銀河鉄道、青森県（青い森鉄道線の保有事業者）、肥薩おれんじ鉄道等）の第一種・第三種鉄道事業者の線路を使用して自社貨物列車を運行（第二種鉄道事業）しており、大半の区間において線路使用料が発生している。JR貨物が線路を借りて貨物列車を走らせる際には、アボイダブルコスト（回避可能経費） ルールで線路使用料を計算している。これは、仮に貨物列車が運行しなかったとした場合に旅客会社が線路の保守作業に必要だった経費を計算し、それに比べて貨物列車が走行したことによってどれだけ保守経費が増加したかを求めて、この増加費用分だけをJR貨物が支払うという方式である。国鉄分割民営化の際に、JR貨物の経営基盤が脆弱であることが予想されたため、その経営を支援するために線路使用料が低く抑えられるように定められた方式である。
その後、東北新幹線の八戸延長に伴って並行在来線の東北本線盛岡 - 八戸間が東日本旅客鉄道（JR東日本）から経営分離されることになり、この区間を走行していた貨物列車は並行在来線事業者線路を走行することになった。当初から経営難が予想されていた並行在来線事業者は、変動費のみを対象として按分計算したアボイダブルコスト方式をやめて、固定費部分を加味した線路使用料を支払うように要求することとなった。関係者の間で協議が行われた結果、当該区間の整備新幹線を建設した日本鉄道建設公団（後の鉄道建設・運輸施設整備支援機構）がJR東日本から受けとる新幹線に対する線路使用料を原資として、JR貨物の支払う線路使用料を補填することになった。この補填分を貨物調整金と呼んでいる。これにより、平成21年度決算では並行在来線事業者のうちIGRいわて銀河鉄道の旅客収入は約17.0億円であるのに対して、線路使用料収入は約13.4億円とかなりの額を占めるに至っている。
一方、同時に青森県側で並行在来線を引き受けた青森県（青い森鉄道線）についても同じ措置が講じられているが、旅客運送を行っている青い森鉄道も施設保有する青森県に対して線路使用料を支払う立場にある。ただし、青い森鉄道に対する経営支援として東北新幹線新青森開業までの間は線路使用料の大幅な減免措置が講じられており、その額は平成21年度決算では約2.9億円であった。2017年度（平成29年度）に青い森鉄道は初めて線路使用料の減免措置なしに約4億8900万円の線路使用料を納めることになった。
こうした線路使用料の補填措置は、その後開業した九州新幹線鹿児島ルートの並行在来線を引き受けた肥薩おれんじ鉄道に対しても適用されている。肥薩おれんじ鉄道では自社旅客列車の運行を気動車とすることで、JR九州から引き継いだ電化設備を貨物専用とし、その利用に対して応分の負担を求めることで、さらに線路使用料の増額を図る方式となっている。年間の線路使用料は、開業から10年間は毎年最低2.8億円が保証されている。
この整備新幹線並行在来線事業者に対するJR貨物の線路使用料を補填する方式は、鉄道建設・運輸施設整備支援機構の旧日本国有鉄道（国鉄）清算業務における利益剰余金を一部活用することで、さらに増額されることになっている。

### 新幹線の線路使用料
国鉄分割民営化当初、東海道・山陽・東北・上越の4新幹線は「新幹線鉄道保有機構」の所有とされ、東海旅客鉄道（JR東海）、西日本旅客鉄道（JR西日本）、東日本旅客鉄道（JR東日本）の3社は新幹線鉄道保有機構に対して線路使用料を支払って列車の運行を行っていた。機構は旧国鉄債務のうち約5兆7000億円（これに加えて約2兆9000億円を国鉄清算事業団に対して負担）を引き継ぎ、債務の30年元利均等返済に必要な額に管理経費を加えた額を輸送量や施設の価格に応じて3社に分割して線路使用料としていた。初年度ではJR東海4056億円、JR西日本1032億円、JR東日本1979億円であった。しかし貸付期間終了後のJRへの施設譲渡が有償か無償か定められていなかったこと、貸付料の配分が変動するため将来的な負担額が不確定であること、新幹線設備が自己資産ではないため減価償却費を計上できないことなどの問題があり、1991年10月1日付けで新幹線設備はJR3社に有償譲渡とされた。

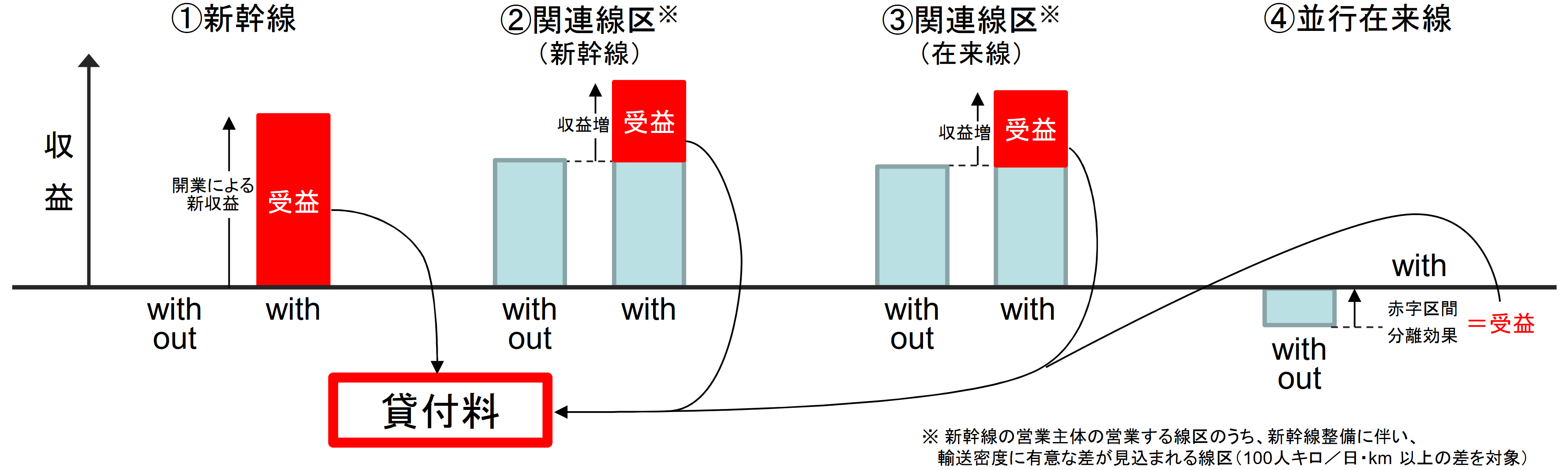
整備新幹線は、新幹線のない場合（without）と新幹線のある場合（with）の鉄道事業の損益の差が線路使用料（貸付料）とされる。

一方、民営化以降に建設された整備新幹線については、建設を行った日本鉄道建設公団およびその後身の鉄道建設・運輸施設整備支援機構が施設を所有しており、運行するJR各社は機構に対して「貸付料」の名目で線路使用料を支払っている。貸付料は新幹線が整備されたことによるJRの受益を限度として設定されることになっており、実際には「新幹線が開業した場合の30年間の収益の合計値」-「新幹線を建設しなかった場合の30年間の収益の合計値」を30年で割って算出することになっている。算出の対象には、当該線区のほかに当該線区の営業により根元効果などで収益の増える新幹線と在来線の線区を含み、新幹線の並行在来線がJR各社から分離される場合には、分離されない場合のJR各社の収益悪化との差額を含む。
貸付料の年額は、北陸新幹線の高崎 - 長野間は175億円、長野 - 上越妙高間は165億円、上越妙高 - 金沢間は80億円、金沢 - 敦賀間は93億円、東北新幹線の盛岡 - 八戸間は79.3億円、八戸 - 新青森間は70億円、九州新幹線の博多 - 新八代間は81.6億円、新八代 - 鹿児島中央間は20.4億円、北海道新幹線の新青森 - 新函館北斗間は1.1億円、西九州新幹線の武雄温泉 - 長崎間は5.1億円となっている。
| 開業日        | 路線         | 区間               | 年額               | 支払者   |
| ------------- | ------------ | ------------------ | ------------------ | -------- |
| 1997年10月1日 | 北陸新幹線   | 高崎・長野         | 175億円            | JR東日本 |
| 2002年12月1日 | 東北新幹線   | 盛岡・八戸         | 79.3億円           | JR東日本 |
| 2004年3月13日 | 九州新幹線   | 新八代・鹿児島中央 | 20.4億円           | JR九州   |
| 2010年12月4日 | 東北新幹線   | 八戸・新青森       | 70億円             | JR東日本 |
| 2011年3月12日 | 九州新幹線   | 博多・新八代       | 81.6億円           | JR九州   |
| 2015年3月14日 | 北陸新幹線   | 長野・上越妙高     | 165億円            | JR東日本 |
| 2015年3月14日 | 北陸新幹線   | 上越妙高・金沢     | 80億円             | JR西日本 |
| 2016年3月26日 | 北海道新幹線 | 新青森・新函館北斗 | 1.14億円           | JR北海道 |
| 2016年3月26日 | 北海道新幹線 | 新青森・新函館北斗 | （根元受益）22億円 | JR東日本 |
| 2022年9月23日 | 西九州新幹線 | 武雄温泉・長崎     | 5.1億円            | JR九州   |
| 2024年3月16日 | 北陸新幹線   | 金沢・敦賀         | 93億円             | JR西日本 |
| 計            | 計           | 計                 | 792.54億円         |          |

### その他
成田国際空港への線路を所有しているのは成田空港高速鉄道となっており、JR東日本成田線の成田線分岐点 - 成田空港駅間および京成電鉄本線・駒井野信号場 - 成田空港駅間は第二種として運営している。この区間の線路使用料は当初、JR東日本については年額26億円、京成電鉄については年額10億円とされていた。双方で線路使用料の計算方式が異なっており、JR東日本は自社で線路を整備して減価償却していくのと同様に次第に減額されていく枠組みであるのに対して、京成電鉄は開業後次第に旅客が増加するのに応じて増額されていく枠組みとなっている。

## ヨーロッパ
ヨーロッパにおいては欧州連合 (EU) の共通鉄道政策「指令91/440」により、構成国の鉄道に対して上下分離とオープンアクセスの実施が義務付けられており、「指令95/19」によりダイヤ編成や運行管理、線路使用料などの基本原則が定められている。ただしこれによって定められたのは、同一の市場で同一のサービスに対する差別的な料金を禁じるなどの基本原則のみであり、具体的な線路使用料の設定は各国にゆだねられている。
こうしたEUの指令により、イギリスのネットワーク・レール、フランスのSNCFレゾ、ドイツのDBネッツ (DB Netz) などのように鉄道のインフラストラクチャーを管理するための専門の組織が設置され、列車運行会社（英語でTOC: Train Operating Company と称される）はそうしたインフラ管理会社に対して線路使用料を払って営業するようになった。
ヨーロッパにおける線路使用料の例としては、英仏海峡トンネルを通過して貨物列車を運行する会社は、トンネルを管理するゲットリンクに対して、2008年以降は1列車平均3,000ポンドまたは4,500ユーロを支払っている。これは2006年のユーロトンネルグループ（ゲットリンクの当時の社名）破綻とその後の再建計画の中で、使用料を減額することで通行量を増やすために設定された額で、2007年までは1列車平均5,300ポンドまたは8,000ユーロであった。また積み荷の種類やトン数による複雑な課金体系だったものを、列車のスピードと時間帯による単純な課金体系に改めている。
ドイツでは、固定料金と走行距離に応じた可変料金をDBネッツに対して支払う枠組みとされている。この方式はTrassenpreissystemとして定められており、導入された1994年から2004年までの時点で、1998年、2001年と2回改訂されており、実態に応じたきめ細かな設定がなされるようになっている。線路使用料の総額は、DBネッツの減価償却費を賄えるように設定されている。
上下分離によるオープンアクセス方式では、線路という限られたリソースを異なる事業者で共有するために、線路を使いたい時間帯が複数の事業者で競合した場合にどのように裁定するか明確なルールや裁定機関が必要となり、また信用乗車方式を採用している区間では、運賃をどのように複数の事業者に分配するのかについても問題となる。

## 北アメリカ
北アメリカにおいては、旅客鉄道事業は既に衰退し貨物鉄道事業が鉄道の主体となっている。このため線路の大半は貨物鉄道会社の所有となっている。これに対し長距離の旅客鉄道事業を公的関与の元で存続させるために、アメリカ合衆国においてはアムトラック（全米鉄道旅客輸送公社）が、カナダにおいてはVIA鉄道が設立されて、旅客鉄道事業を行っている。こうした旅客鉄道事業者は自前の線路設備をほとんど所有しておらず、貨物鉄道会社から線路を借りて運行している。法律上は、貨物鉄道事業者はアムトラックおよびVIA鉄道に対して線路を貸す義務があり、このために線路使用料という概念は直接には存在していない。しかし、旅客列車を運行したことで増加した費用（アボイダブルコスト）については経費補償支払という形でアムトラック・VIA鉄道から貨物鉄道事業者に対して支払が行われており、これ以外にも相当額の定時運行奨励金が払われている。これは、旅客鉄道会社が線路を所有しており貨物鉄道会社が線路使用料を支払う日本とは逆の形態となっている。

## 線路使用料に類似した施設使用料
「使用料」の範疇としては、四国旅客鉄道（JR四国）が瀬戸大橋の列車通行料として日本高速道路保有・債務返済機構に支払っており、JR四国では普通運賃に100円上乗せして徴収することで支払い分を利用者に転嫁している。その額は、2009年度で約9.5億円であった。
また青函トンネルに関しても所有者は鉄道建設・運輸施設整備支援機構となっており、北海道旅客鉄道（JR北海道）は機構に対して賃借料および維持管理費として年額4億円を支払っている。ただし青函トンネルの場合はトンネル（空間）自体を借りているだけで、トンネル内の線路はJR北海道所有とされている。
その他には乗り入れ先の他社沿線に車両基地を置いたり、運用線区と車両基地の間に他社線を挟む場合 に基地までの回送列車を運転する際にも発生する。